# 佐々木潤之介
佐々木 潤之介（ささき じゅんのすけ、1929年7月16日 - 2004年1月23日）は、日本近世史学者。民衆史に着目し、「世直し状況」論、「幕藩制国家」論を提唱した。一橋大学名誉教授。一橋大学教授・早稲田大学教授・歴史学研究会編集長を歴任。

## 経歴
出生から修学期
1929年、秋田県大館市で生まれた。秋田県立大館中学校（現・秋田県立大館鳳鳴高等学校）、東京高等学校を経て、東京大学文学部国史学科で学んだ。1953年に卒業。東京大学大学院人文科学研究科に進み、1960年に博士課程を修了。終了時に東京大学に提出した学位論文は『幕藩制下基礎構造の研究』であり、文学博士号を取得。
日本近世史研究者として
1960年より法政大学第二高等学校教諭として勤務。1961年、一橋大学社会学部講師に転じた。1965年に同助教授、1971年に同教授昇格。1975年からは一橋大学社会学部長を務めた。1993年に一橋大学を定年退官し、一橋大学名誉教授の称号を授与された。その後は神奈川大学教授を務め、1997年からは早稲田大学教育学部教授を務めた。
2004年1月23日、東京都青梅市の病院で脳梗塞のため死去。

## 研究内容・業績
- 民衆史の立場にたち、抑圧される民衆とその叛乱という視点から徳川時代を研究した。指導学生に田崎宣義一橋大名誉教授、米倉誠一郎一橋大名誉教授、酒寄雅志国学院大学栃木短期大学教授[4]、稲田雅洋東京外国語大学名誉教授[5]などがいる。
- 『幕末社会論』などで「豪農ー半プロ」への農民層分解を研究し、「世直し状況」論を提唱した。また、『幕藩制国家論』で幕府・藩と人民の封建的関係を問題とする幕藩体制（構造論）から幕府ー藩を一つの国家として考察する「幕藩制国家」論を開始した。
- 韓国の経済史学者李栄薫は、佐々木の「アジアの革命の主体として貧農が歴史的に形成され、発展してきた過程を追求することが、アジアの革命の時代を生きている歴史学徒に付与された任務」という内容の論文を読んで大きな感銘を受け、経済史学者としておこなうべきことを発見したと述べている[6]。

## 著作

### 著書
- 『幕藩権力の基礎構造：「小農」自立と軍役』御茶の水書房 1964
- 『大名と百姓』(日本の歴史 12) 中央公論社 1966
  - 文庫化
- 『幕末社会論：「世直し状況」研究序論』塙書房(塙選書) 1969
- 『世直し』岩波新書 1979
- 『近世民衆史の再構成』校倉書房 1984
- 『幕藩制国家論』東京大学出版会 1984
- 『幕末社会の展開』岩波書店 1993
- 『地域史を学ぶということ』吉川弘文館 1996
- 『江戸時代論』吉川弘文館 2005
- 『民衆史を学ぶということ』吉川弘文館 2006

### 編著
- 『村方騒動と世直し：世直し状況の研究』青木書店(歴史学研究叢書) 1972-1973
- 『天下統一と民衆』(日本民衆の歴史 3) 三省堂 1974
- 『百姓一揆と打ちこわし』(日本民衆の歴史 4) 三省堂 1974
- 『世直し』(日本民衆の歴史 5) 三省堂 1974
- 『新編日本史研究入門』石井進共編、東京大学出版会 1982
- 『日本中世史研究の軌跡』永原慶二共編、東京大学出版会 1988
- 『新版 史料による日本の歩み』近世編 児玉幸多共編、吉川弘文館 1996
- 『北秋田と羽州街道』佐藤守・板橋範芳共編、吉川弘文館(街道の日本史) 2000
- 『家族と国家』吉川弘文館(日本家族史論集) 2002
- 『家族史の方法』吉川弘文館(日本家族史論集) 2002